# Annie Sprinkle
Annie M. Sprinkle (nacida Ellen F. Steinberg el 23 de julio de 1954) es una sexóloga certificada, educadora sexual, trabajadora sexual, estríper feminista, actriz pornográfica, presentadora de televisión por cable, editora de revista porno y escritora y productora de películas pornográficas feminista estadounidense. Se diplomó en fotografía por la Escuela de Artes Visuales en 1986 y, en 1992, obtuvo un doctorado en Sexualidad Humana del Instituto de Estudios Avanzados de Sexualidad Humana de San Francisco. Actualmente, Sprinkle trabaja como artista performática, artista visual, cineasta, autora y educadora sexual. Sprinkle, que se describe a sí misma como ecosexual, se casó con su pareja de toda la vida Beth Stephens, en Canadá el 14 de enero de 2007.

## Vida y carrera
Sprinkle nació como Ellen F. Steinberg el 23 de julio de 1954 en Filadelfia, Pensilvania, de madre judía rusa y padre judío polaco. Es conocida como la "prostituta y estrella porno convertida en artista y educadora sexual". Su obra de teatro y performance más conocida es Public Cervix Announcement, en la que invitaba al público a «celebrar el cuerpo femenino» al ver su cuello uterino con un espéculo y una linterna. También realizó La leyenda de la antigua prostituta sagrada, en la que hizo un ritual de masturbación "magia sexual" en el escenario. Ha realizado giras internacionales con shows durante 17 años, algunos de los cuales se titularon Post Porn Modernist, Annie Sprinkle's Herstory of Porn y Hardcore from the Heart. Junto a Beth Stephens realizó también espectáculos como Exposed; Experimentos en Amor, Sexo, Muerte y Arte, Ecología del Sexo Sucio, Terrenal: un campamento de entrenamiento Ecosex y Recorrido a pie Ecosex.
Sus trabajos y publicaciones, que abarcan más de cuatro décadas, se estudian en numerosas universidades en cursos sobre historia del teatro, estudios de la mujer, estudios de la performance, estudios GLBTQ y estudios cinematográficos. También es miembro de la facultad de The New School of Erotic Touch, con sede en Oakland, California.
Como Ellen Steinberg "Sprinkle", de 18 años, trabajaba en la taquilla del Plaza Cinema de Tucson cuando se exhibió y prohibió Deep Throat, tuvo que comparecer ante el tribunal como testigo. Allí conoció y se enamoró del director de Deep Throat, Gerard Damiano, y se convirtió en su amante, siguiéndolo a la ciudad de Nueva York, donde vivió durante veintidós años. Poco después de convertirse en la amante de Damiano, Steinberg comenzó a trabajar en el porno y a llamarse a sí misma "Annie". Su primera película porno fue Teenage Deviate, lanzada en 1975. Quizás su papel más conocido en el porno convencional fue en Deep Inside Annie Sprinkle (codirigida por Sprinkle y el veterano del sexploitation Joseph W. Sarno ), que fue la película porno n.° 2 de 1981.

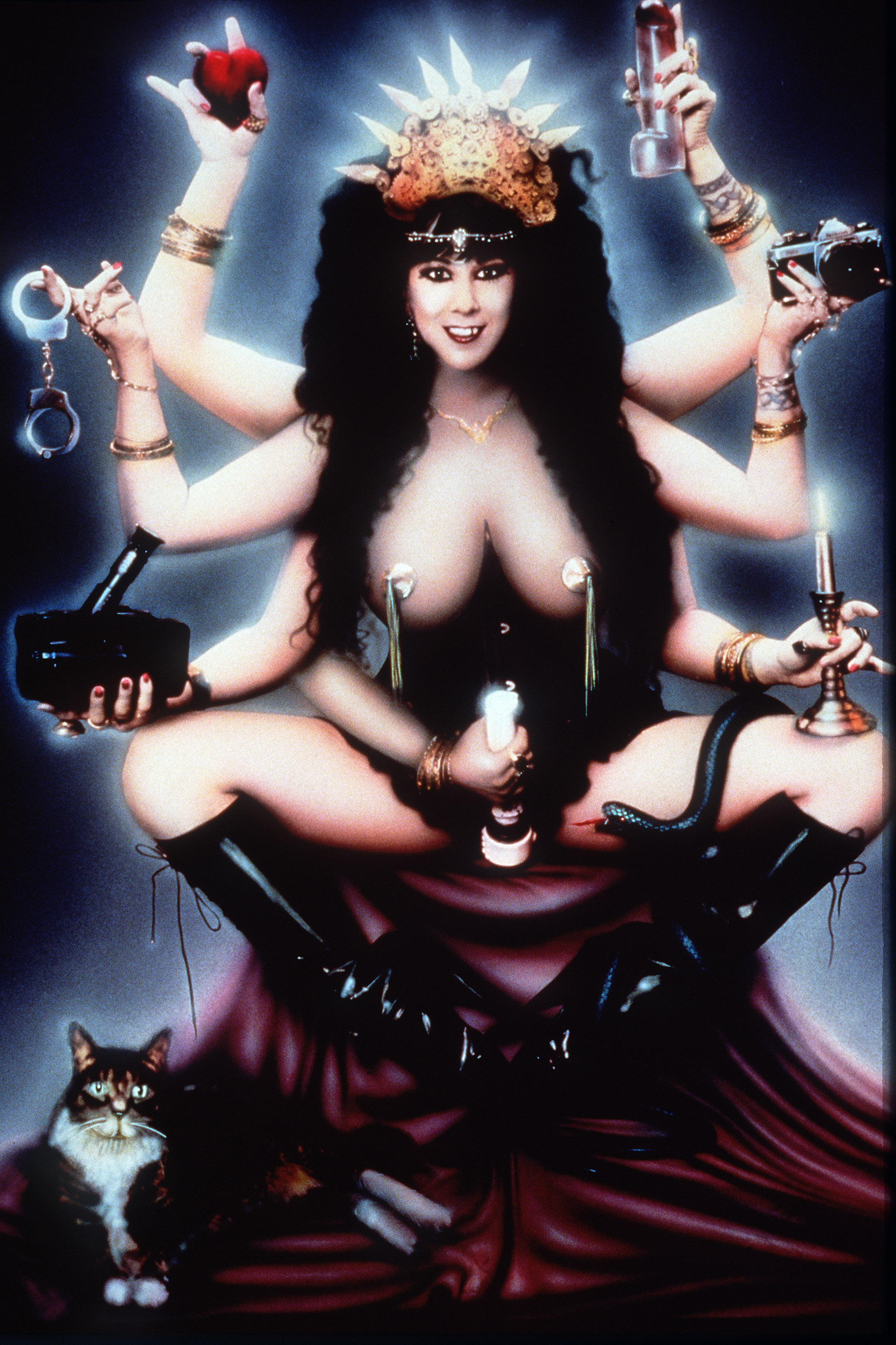
Obra de arte que representa a Annie Sprinkle como "La neo prostituta sagrada" (concepto propio).

Sprinkle fue una de las personas que frecuentaron el Mineshaft, un club de sexo y bar gay solo para miembros BDSM en Manhattan. Funcionó de 1976 a 1985.
En 1991, Sprinkle creó el taller Sluts and Goddesses, que se convirtió en la base de su producción de 1992 The Sluts and Goddesses Video Workshop - O How To Be A Sex Goddess en 101 Easy Steps, que fue coproducida y codirigida con la videógrafa Maria Beatty y música de la destacada compositora Pauline Oliveros. Sprinkle fue pionera en nuevos géneros de películas y videos sexualmente explícitos como edu-porn, gonzo, post porn, xxx docudrama, art porn y erotismo feminista. Sprinkle también presentó muchos talleres sexuales con la facilitadora sexual Barbara Carrellas, con quien presentó la producción escénica Metamorphosex.
Sprinkle era amiga cercana de Fakir Musafar. En 1999, su grupo de performance interpretó Metamorphosis para el show a beneficio de Sprinkle en el Cowell Theatre de San Francisco después de que su casa flotante y sus archivos fueran destruidos por el fuego.
Sprinkle ha participado en casi 200 películas, incluyendo pornografía hardcore y softcore, películas clase B y varios documentales. Protagonizó las películas experimentales de Nick Zedd War Is Menstrual Envy (1992), Ecstasy in Entropy (1999) y Electra Elf: The Beginning (2005). También apareció en varios programas de televisión, incluidos cuatro programas de HBO Real Sex. También ha producido, dirigido y protagonizado varias de sus propias películas, como La historia del porno de Annie Sprinkle, El increíble mundo del orgasmo de Annie Sprinkle y Linda / Les & Annie: la primera historia de amor transexual de mujer a hombre. Dichas películas se han proyectado en cientos de festivales de cine, en museos y galerías. Su trabajo en películas para adultos le valió un lugar en el Camino de la Fama de la Estrella Adulta en Edison, Nueva Jersey, y fue introducida tanto al Salón de la Fama AVN como al Salón de la Fama XRCO en 1999. Durante tres décadas, ha presentado su trabajo como artista visitante en muchas de las principales universidades y colegios de EE. UU. y Europa. Actualmente, su presentación se llama Mi vida y trabajo como activista porno feminista, educadora sexual radical y ecosexual. También presentó docenas de "Clínicas sexuales gratuitas en la vereda", que ofrecen educación sexual gratuita al público en el espacio público.
El trabajo de Sprinkle siempre ha versado sobre la sexualidad, con una inclinación política, espiritual y artística. En diciembre de 2005, se comprometió a hacer siete años de proyectos de arte sobre el amor con su colaboradora de arte y eventual esposa, Beth Stephens. Llamaron a esto su Love Art Laboratory. Parte de su proyecto era hacer una boda de arte experimental cada año, y cada año tenía un tema y color diferentes. La estructura de siete años fue adaptada a su proyecto por invitación de la artista Linda M. Montano. Sprinkle y Stephens han realizado veintiuna bodas artísticas, dieciocho con temas ecosexuales. Se casaron con la Tierra, el Cielo, el Mar, la Luna, los Montes Apalaches, el Sol y otras entidades no humanas en nueve países diferentes.
Sprinkle y su compañera Beth Stephens se convirtieron en pioneras de la ecosexualidad, una especie de identidad sexual amante de la tierra, que dice: "La Tierra es nuestra amante". Su Manifiesto Ecosex proclama que cualquiera puede identificarse como ecosexual junto con ser "LGTBIQ, heterosexual, asexual y / u otro".
Sprinkle también lleva mucho tiempo defendiendo los derechos de las trabajadoras sexuales y la atención médica, además de lo cual trabajó como prostituta entre 1973 y 1992.
Sprinkle se identifica como una feminista sexualmente positiva, y gran parte de su trabajo activista y de educación sexual refleja esta filosofía. En 2009, apareció en el documental francés Mutantes: Punk, Porn, Feminism, hablando sobre los inicios del movimiento, así como sus propias contribuciones al mismo.
En 2017, Sprinkle y Stephens fueron artistas oficiales en Documenta 14. Presentaron performances y arte visual, dieron conferencias y vieron su nuevo documental, Water Makes Us Wet: An Ecosexual Adventure.

## Apodo
Como se señaló anteriormente, Steinberg tomó el nombre de "Annie" cuando comenzó a trabajar en la pornografía. Mientras su carrera continuaba, tuvo una epifanía una noche y dice que esa noche, «como si fuera de la propia diosa», se le ocurrió el nombre de "Annie Sprinkle". Ella pensó que el nombre era apropiado porque: «Me atraían las chispas sobre los conos de hielo (¡soy un poco adicta al azúcar!) Y me encantan las cascadas, la orina, los fluidos vaginales, el sudor, cualquier cosa mojada. Así que el nombre "Annie Sprinkle (to sprinkle: salpicar, rociar...)" parecía perfecto».

## Filmografía
| Cine y Televisión | Cine y Televisión                                        | Cine y Televisión                                        | Cine y Televisión         |
| Año               | Título                                                   | Funciones / Personaje                                    | Observaciones             |
| ----------------- | -------------------------------------------------------- | -------------------------------------------------------- | ------------------------- |
| 2017              | Water Makes Us Wet: An Ecosexual Adventure               | Protagonista, Directora                                  |                           |
| 2013              | Goodbye Gauley Mountain: an Ecosexual Love Story (Video) |                                                          |                           |
| 2012              | Lesbian Sex Education: Female Ejaculation (Video)        |                                                          |                           |
| 2009              | Mutantes: Punk, Porn, Feminism                           |                                                          |                           |
| 2005              | H.C.E.                                                   | Varias                                                   |                           |
| 2005              | Electra Elf: The Beginning Parts One & Two               |                                                          |                           |
| 2005              | The Keep (cortometraje)                                  |                                                          |                           |
| 1999              | Ecstasy in Entropy (cortometraje)                        |                                                          |                           |
| 1997              | The Fanny (Video)                                        |                                                          |                           |
| 1996              | Bubbles Galore                                           | Dios                                                     |                           |
| 1992              | Pinned and Smothered (Video)                             |                                                          |                           |
| 1992              | War Is Menstrual Envy                                    |                                                          |                           |
| 1992              | 25 Year Old Gay Man Loses His Virginity to a Woman       | Dirigida por Philip B. Roth                              |                           |
| 1991              | Mature Women 2 (Video)                                   |                                                          |                           |
| 1991              | Shadows in the City                                      | Ex-novia                                                 |                           |
| 1991              | My Father Is Coming                                      | Annie                                                    | Dirigida por Monika Treut |
| 1990              | Fantasy Salon                                            |                                                          |                           |
| 1990              | The Golden Boat                                          | Camarera                                                 |                           |
| 1989              | Young Nurses in Love                                     | Twin Falls                                               |                           |
| 1988              | Bazooka County (Video)                                   |                                                          |                           |
| 1988              | Dreams of Desire                                         |                                                          |                           |
| 1988              | Hotter Than July                                         |                                                          |                           |
| 1988              | The Horneymooners (Video)                                | Jane Norris                                              |                           |
| 1988              | Tattoo Vampire (Video)                                   |                                                          |                           |
| 1987              | Rites of Passion                                         |                                                          |                           |
| 1987              | She Comes in Colors                                      |                                                          |                           |
| 1987              | She-Male Encounters 5: Orgy at the Poysinberry Bar       |                                                          |                           |
| 1987              | The Lingerie Shop                                        |                                                          |                           |
| 1986              | Sweet Revenge                                            |                                                          |                           |
| 1986              | Wimps (Video)                                            | Estríper jefa                                            |                           |
| 1985              | Spitfire                                                 | Lulu                                                     |                           |
| 1984              | Electric Blue 12 (Video)                                 | Shelly                                                   |                           |
| 1984              | Throat... 12 Years After                                 | La madre de la alcantarilla                              |                           |
| 1983              | Big Busty 3 (Video)                                      |                                                          |                           |
| 1983              | Kneel Before Me                                          | Esposa / Justine (acreditada como Annie Sprinkles)       |                           |
| 1983              | Oriental Techniques in Pain and Pleasure                 | Annie (acreditada como Annie Sprinkles)                  |                           |
| 1982              | Night on the Town                                        |                                                          |                           |
| 1981              | Bizarre Styles                                           | Annie                                                    |                           |
| 1981              | Pandora's Mirror                                         | La reina del club (acreditada como Miss Annie Sprinkle)  |                           |
| 1981              | Centerfold Fever                                         | Annie                                                    |                           |
| 1981              | Twilite Pink                                             | Prostituta (acreditada como Annie Sprinkles)             |                           |
| 1981              | Deep Inside Annie Sprinkle                               |                                                          |                           |
| 1980              | Midnight Blue 2                                          |                                                          |                           |
| 1980              | The Satisfiers of Alpha Blue                             | Satisfactora                                             |                           |
| 1979              | For Richer for Poorer                                    | Invitada en fiesta (no acreditada)                       |                           |
| 1979              | Jack n' Jill                                             | First Caller                                             |                           |
| 1978              | The Ganja Express                                        | Sherry Herring                                           |                           |
| 1977              | Unwilling Lovers                                         | Hooker with Stole (acreditada como Annie Sprinkles)      |                           |
| 1977              | Cherry Hustlers                                          | Sprink (no acreditada)                                   |                           |
| 1977              | The Devil Inside Her                                     | Chica en la orgía (acreditada como Annie Sprinkles)      |                           |
| 1976              | Wet-X-Mas                                                |                                                          |                           |
| 1976              | Funk                                                     |                                                          |                           |
| 1976              | Come with Me My Love                                     | Tess Albertino                                           |                           |
| 1976              | The Affairs of Janice                                    | Susan (no acreditada)                                    |                           |
| 1976              | Call Me Angel, Sir                                       | Tracy Dixon                                              |                           |
| 1976              | The Double Exposure of Holly                             | Muff (acreditada como Annie Sprinkles)                   |                           |
| 1976              | Slippery When Wet                                        | Stella Wilkins (acreditada como Annie Sprinkles)         |                           |
| 1976              | Bang Bang You Got It!                                    | Rhoda Thomas                                             |                           |
| 1976              | My Erotic Fantasies                                      | Actriz porno rusa                                        |                           |
| 1976              | Seduction                                                | Chica en fiesta del puente #1                            |                           |
| 1976              | The Night of Submission                                  | Amante del editor                                        |                           |
| 1976              | Teenage Cover Girls                                      | Anne Sands (acreditada como Anne Sands)                  |                           |
| 1976              | Once Over Nightly                                        |                                                          |                           |
| 1976              | M*A*S*H'd                                                | Gail                                                     |                           |
| 1976              | Expose Me, Lovely                                        | Robin (acreditada como Annie Sprinkles)                  |                           |
| 1976              | Ecstasy in Blue                                          | Hentai                                                   |                           |
| 1976              | Teenage Deviate                                          | Ella (acreditada como Annie Sprinkles)                   |                           |
| 1976              | Honey Pie                                                | "Mamada" Annie (acreditada como Ann Sprinkle)            |                           |
| 1976              | Pornocopia Sensual                                       | Susan                                                    |                           |
| 1975              | Fanny                                                    | June (no acreditada)                                     |                           |
| 1975              | Satan Was a Lady                                         | Terry (acreditada como Anny Sands)                       |                           |
| 1975              | Wild Pussycats                                           |                                                          |                           |
| 1975              | French Shampoo (Homage to W. B.)                         | Little Mary                                              |                           |
| 1975              | Too Hot to Handle                                        | Ellen (acreditada como Annie Sands)                      |                           |
| 1975              | Sherlick Holmes                                          |                                                          |                           |
| 1975              | Kathy's Graduation Present                               | Anita (no acreditada)                                    |                           |
| 1975              | Teenage Masseuse                                         | (acreditada como Annie Sprinkles)                        |                           |
| 1975              | The American Andventures of Surelick Holmes              | Azafata (no acreditada)                                  |                           |
| 1975              | My Master My Love                                        | Cliente morena de Margaret (acreditada como Annie Sands) |                           |
| 1975              | Sue Prentiss R.N.                                        | Primera enfermera (no acreditada)                        |                           |
| 1975              | Blow Some My Way                                         | B.J.                                                     |                           |